# Betty Gilpin
Betty Gilpin (21 juli 1986, New York) is een Amerikaanse actrice. 

## Biografie
Gilpin werd geboren in New York als dochter van acteur Jack Gilpin, en groeide op in South Street Seaport. Haar vader, naast acteur ook priester voor de Episcopaalse Kerk, is een neef van Drew Gilpin Faust. Gilpin studeerde in 2008 af aan de Universiteit van Fordham in New York, en kreeg op deze school les van Dianne Wiest. Zij is in 2016 getrouwd en heeft uit dit huwelijk een dochter (2020). 

## Carrière
Gilpin begon in 2008 met acteren in de film Death in Love, waarna zij nog meerdere rollen speelde in films en televisieseries. Zij is onder andere bekend van haar rol als dr. Carrie Roman in de televisieserie Nurse Jackie waar zij in 34 afleveringen speelde (2013–2015). Naast het acteren voor televisie is zij ook actief in off-Broadway theaters.

## Filmografie

### Films
- 2021: The Tomorrow War - als Emmy
- 2020: Coffee & Kareem - als Detective Watts
- 2020: The Hunt - als Crystal
- 2020: The Grudge - als Nina Spencer
- 2019: A Dog's Journey - als Gloria
- 2019: Stuber - als Becca
- 2019: Isn't It Romantic - als Whitney
- 2016: Future '38 – Banky
- 2016: Dream Team – Robin
- 2015: True Story – Cheryl Frank
- 2014: Take Care – Jodi
- 2014: Beach Pillows – Karla
- 2009: The Northern Kingdom – Carissa
- 2009: Possible Side Effects – Donatella
- 2008: Ghost Town – geest verpleegster jaren 40
- 2008: Death in Love – jonge model

### Televisieseries
Uitgezonderd eenmalige gastrollen.
- 2024: American Primeval (6 afl.)

- 2022: Gaslit – Mo Dean (8 afl.)
- 2021: Red Frontier - commandant Taylor Fullerton (11 afl.)
- 2017-2019: GLOW – Debbie Eagan (30 afl.)
- 2017: American Gods – Audrey (2 afl.)
- 2016: Mercy Street – mrs. Foster (2 afl.)
- 2016: Elementary – Fiona Helbron (4 afl.)
- 2016: Masters of Sex – Nancy (8 afl.)
- 2015: The Walker – Roz (8 afl.)
- 2013–2015: Nurse Jackie – dr. Carrie Roman (34 afl.)
- 2006–2009: Law & Order: Criminal Intent – Stacey Hayes-Fitzgerald / Amanda Dockerty (2 afl.)

- Bibsys: 1593520723873
- Biblioteca Nacional de España: XX6132408
- Gemeinsame Normdatei: 1275548849
- International Standard Name Identifier: 0000 0004 7622 6276
- Library of Congress Control Number: no2009138679
- Nationale Bibliotheek van Tsjechië: xx0251411
- Nederlandse Thesaurus van Auteursnamen: 426516699
- Système universitaire de documentation: 251126676
- Virtual International Authority File: 100745371
- WorldCat: E39PBJmTkTYGT9qyp4FpjPp773